# Selección femenina de hockey sobre hierba del Perú
La Selección femenina de hockey hierba del Perú es el equipo de nacionalidad peruana que representa a la Federación Deportiva Peruana de Hockey en las competiciones internacionales organizadas por la Federación Internacional de Hockey (FIH) o el Comité Olímpico Internacional (COI).

## Proveedores
Listado de marcas que vistieron a la selección peruana:
| Período         | Proveedor   | Logotipo |
| --------------- | ----------- | -------- |
| 2018-Actualidad | New Balance |          |

## Participación en copas

### Juegos Panamericanos
- Lima 2019: 7° puesto

### Juegos Suramericanos
- Buenos Aires 2006: No participó
- Santiago 2014: No participó
- Cochabamba 2018: 7° puesto (último)

### Juegos Bolivarianos
- Trujillo 2013: 2° puesto

### Sudamericano
- Santiago 2003 : 5° puesto
- Buenos Aires 2006 : No participó
- Montevideo 2008 : No participó
- Río de Janeiro 2010 : No participó
- Santiago 2013: 6° puesto (último)
- Santiago 2014: No participó
- Chiclayo 2016: 5° puesto (último)

## Palmarés
- Juegos Bolivarianos: 
  -  Medalla de plata (1): 2013.[2]